# Laubach
För andra betydelser, se Laubach (olika betydelser).
Laubach är en stad i Landkreis Gießen i Regierungsbezirk Gießen i förbundslandet Hessen i Tyskland.